# SM UC-61
SM UC-61 – niemiecki podwodny stawiacz min z okresu I wojny światowej, jedna z 64 zbudowanych jednostek typu UC II. Zwodowany 11 listopada 1916 roku w stoczni AG Weser w Bremie, został przyjęty do służby w Kaiserliche Marine 13 grudnia 1916 roku. W czasie służby operacyjnej w składzie Flotylli Flandria okręt odbył pięć patroli bojowych, w wyniku których zatonęło 11 statków o łącznej pojemności 13 821 BRT i krążownik pancerny „Kléber” o wyporności 7578 ton, a dwa statki o łącznej pojemności 3476 BRT i jeden okręt o wyporności 570 ton zostały uszkodzone. 26 lipca 1917 roku SM UC-61 wszedł na mieliznę nieopodal Calais, a następnie został zniszczony przez załogę, by nie wpadł w ręce wroga. Na przełomie 2018 i 2019 roku wrak okrętu był widoczny podczas odpływów na plaży w Wissant.

## Projekt i budowa
Sukcesy pierwszych niemieckich podwodnych stawiaczy min typu UC I, a także niedostatki tej konstrukcji, skłoniły dowództwo Cesarskiej Marynarki Wojennej z admirałem von Tirpitzem na czele do działań mających na celu budowę nowego, znacznie większego i doskonalszego typu okrętów podwodnych. Opracowany latem 1915 roku projekt okrętu, oznaczonego później jako typ UC II, tworzony był równolegle z projektem przybrzeżnego torpedowego okrętu podwodnego typu UB II. Głównymi zmianami w stosunku do poprzedniej serii były: instalacja wyrzutni torpedowych i działa pokładowego, zwiększenie mocy i niezawodności siłowni, oraz wzrost prędkości i zasięgu jednostki, kosztem rezygnacji z możliwości łatwego transportu kolejowego (ze względu na powiększone rozmiary).
SM UC-61 zamówiony został 12 stycznia 1916 roku jako jednostka z III serii okrętów typu UC II (numer projektu 41, nadany przez Inspektorat U-Bootów), w ramach wojennego programu rozbudowy floty . Został zbudowany w stoczni AG Weser w Bremie jako jeden z czterech okrętów III serii zamówionych w tej wytwórni. UC-61 otrzymał numer stoczniowy 259 (Werk 259)  . Stępkę okrętu położono 3 kwietnia 1916 roku , a zwodowany został 11 listopada 1916 roku.

## Dane taktyczno-techniczne
SM UC-61 był średniej wielkości przybrzeżnym okrętem podwodnym o konstrukcji dwukadłubowej. Długość całkowita wynosiła 51,85 metra, szerokość 5,22 metra i zanurzenie 3,67 metra . Wykonany ze stali kadłub sztywny miał 39,3 metra długości i 3,61 metra szerokości, a wysokość (od stępki do szczytu kiosku) wynosiła 7,46 metra . Wyporność w położeniu nawodnym wynosiła 422 tony, a w zanurzeniu 504 tony. Jednostka miała wysoki, ostry dziób przystosowany do przecinania sieci przeciwpodwodnych; do jej wnętrza prowadziły trzy luki: pierwszy przed kioskiem, drugi w kiosku, a ostatni w części rufowej, prowadzący do maszynowni . Cylindryczny kiosk miał średnicę 1,4 metra i wysokość 1,8 metra, obudowany był opływową osłoną . Okręt napędzany był na powierzchni przez dwa 6-cylindrowe, czterosuwowe silniki wysokoprężne MAN S6V26/36 o łącznej mocy 440 kW (600 KM), a pod wodą poruszał się dzięki dwóm silnikom elektrycznym SSW o łącznej mocy 460 kW (620 KM) . Dwa wały napędowe obracały dwie śruby wykonane z brązu manganowego (o średnicy 1,9 metra i skoku 0,9 metra) . Okręt osiągał prędkość 11,9 węzła na powierzchni i 7,2 węzła w zanurzeniu . Zasięg wynosił 8000 Mm przy prędkości 7 węzłów w położeniu nawodnym oraz 59 Mm przy prędkości 4 węzłów pod wodą . Zbiorniki mieściły 43 tony paliwa , a energia elektryczna magazynowana była w dwóch bateriach akumulatorów 26 MAS po 62 ogniwa, zlokalizowanych pod przednim i tylnym pomieszczeniem mieszkalnym załogi. Okręt miał siedem zewnętrznych zbiorników balastowych . Dopuszczalna głębokość zanurzenia wynosiła 50 metrów , a czas wykonania manewru zanurzenia 40 sekund.
Głównym uzbrojeniem okrętu było 18 min kotwicznych typu UC/200 w sześciu skośnych szybach minowych o średnicy 100 cm, usytuowanych w podwyższonej części dziobowej jeden za drugim w osi symetrii okrętu, pod kątem do tyłu (sposób stawiania – „pod siebie”). Układ ten powodował, że miny trzeba było stawiać na zaplanowanej przed rejsem głębokości, gdyż na morzu nie było do nich dostępu (co znacznie zmniejszało skuteczność okrętów). Wyposażenie uzupełniały dwie zewnętrzne wyrzutnie torped kalibru 500 mm (umiejscowione powyżej linii wodnej na dziobie, po obu stronach szybów minowych), jedna wewnętrzna wyrzutnia torped kal. 500 mm na rufie (z łącznym zapasem 7 torped) oraz umieszczone przed kioskiem działo pokładowe kal. 88 mm L/30, z zapasem amunicji wynoszącym 130 naboi . Okręt wyposażony był w dwa peryskopy Zeissa: wachtowy i bojowy oraz radiostację z podnoszonym masztem o wysokości 10 metrów. Wyposażenie uzupełniała kotwica grzybkowa o masie 272 kg .
Załoga okrętu składała się z 3 oficerów oraz 23 podoficerów i marynarzy.

## Służba

### 1916 rok
13 grudnia 1916 roku SM UC-61 został przyjęty do służby w Cesarskiej Marynarce Wojennej . Dowództwo jednostki objął por. mar. (niem. Oberleutnant zur See) Georg Gerth, dowodzący wcześniej UB-12 .

### 1917 rok

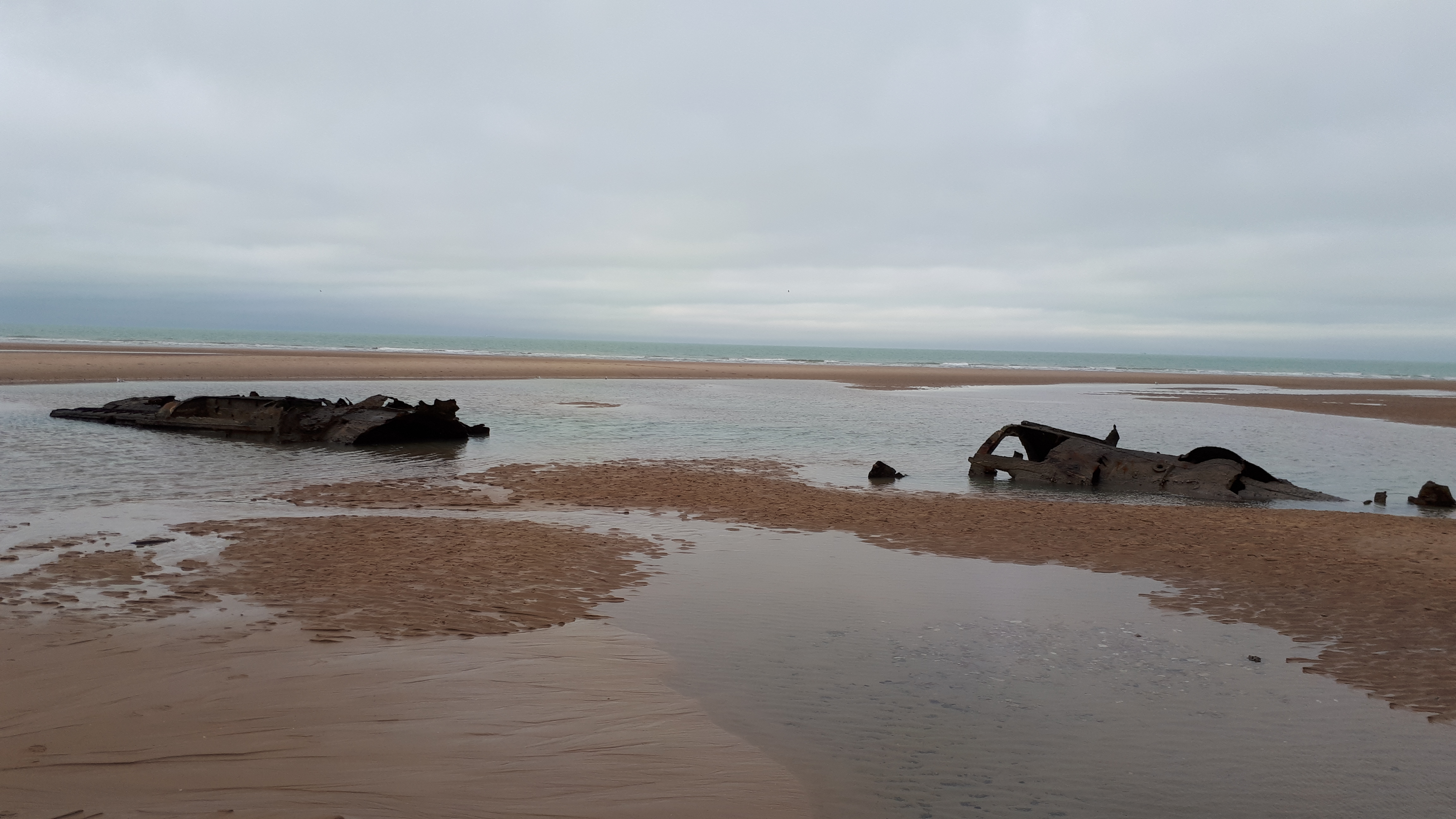
Fragmenty wraku UC-61 w 2018 r.

Z dniem 1 lutego 1917 roku, rozkazem szefa sztabu admiralicji niemieckiej z 12 stycznia tego roku, U-Booty należące do czterech flotylli Hochseeflotte, Flotylli Flandria i Flotylli Pola rozpoczęły nieograniczoną wojnę podwodną. Po okresie szkolenia okręt został 27 lutego przydzielony do Flotylli Flandria . W dniach 1–5 marca UC-61 odbył swoją pierwszą operację bojową w rejon Hoofden (na północny zachód od Scheveningen). 5 marca u wybrzeży Belgii okręt storpedował bez ostrzeżenia i zatopił zbudowany w 1907 roku brytyjski parowiec pasażerski „Copenhagen” o pojemności 2570 BRT, przewożący pasażerów z Harwich do Hoek van Holland (zginęło sześć osób)  .
30 kwietnia na minę postawioną przez okręt podwodny nieopodal Swanage wpłynął zbudowany w 1908 roku brytyjski uzbrojony trawler HMT „Arfon” (227 BRT), tonąc na pozycji 50°30′N 2°10′W/50,500000 -2,166667 ze stratą 10 załogantów . Tego dnia załoga U-Boota dokonała nieopodal latarni morskiej Portland Bill dwóch kolejnych zatopień: zatrzymała i po ewakuacji załogi zniszczyła za pomocą ładunków wybuchowych zbudowany w 1887 roku brytyjski drewniany szkuner „Little Mystery” o pojemności 114 BRT, transportujący węgiel z Cardiff do Cherbourga   oraz pochodzący z 1907 roku urugwajski parowiec „Gorizia” (1957 BRT), płynący z ładunkiem drobnicy z Nowego Jorku do Hawru (na pozycji 50°36′N 2°55′W/50,600000 -2,916667) .
3 maja UC-61 zatopił dwie kolejne jednostki: w odległości 3 Mm na południowy zachód od Île-de-Sein francuską łódź rybacką „Fils Du Progres” (25 BRT)  i zbudowany w 1892 roku włoski parowiec „Giovannina” o pojemności 3030 BRT, płynący na trasie Katania – Liverpool (10 Mm na południowy zachód od Belle-Île) . Dwa dni później więcej szczęścia miał zbudowany w 1890 roku francuski parowiec „Le Gard” (1658 BRT), który został uszkodzony w wyniku ostrzału z działa pokładowego U-Boota w odległości 200 Mm od Belle-Île (na pokładzie śmierć poniósł jeden marynarz) . 8 maja okręt podwodny w odległości 44 Mm na południowy zachód od Penmarch ostrzelał i zatopił zbudowany w 1883 roku francuski parowiec „Nelly” o pojemności 1868 BRT (na pozycji 47°18′N 4°55′W/47,300000 -4,916667, śmierć poniósł artylerzysta Th. Tesseraud) . 10 maja ofiarami działalności UC-61 padły dwa kolejne parowce: zbudowany w 1909 roku brytyjski „Broomhill” (1392 BRT), transportujący węgiel z Penarth do Sheerness, zatrzymany i zatopiony za pomocą ładunków wybuchowych 9 Mm na południowy zachód od latarni morskiej Portland Bill (na pozycji 50°25′N 2°32′W/50,416667 -2,533333, zginęły dwie osoby)   oraz pochodzący z 1864 roku norweski „Minerva” (518 BRT), płynący pod balastem z Fécamp do Swansea (w odległości 15 Mm na zachód od latarni morskiej Portland Bill; nikt nie zginął) .
27 czerwca okręt podwodny postawił liczącą sześć min zagrodę na podejściach do bazy Marine nationale w Breście. Kilka godzin później na jedną z min wszedł zwodowany w 1902 roku francuski krążownik pancerny „Kléber” o wyporności 7578 ton, który zatonął na pozycji 48°17′N 4°50′W/48,283333 -4,833333 ze stratą 42 członków załogi . Nazajutrz więcej szczęścia miał zbudowany w 1893 roku norweski parowiec „Edith Fische” (1818 BRT), płynący pod balastem z Caen do Newport, który jedynie został uszkodzony ogniem artyleryjskim U-Boota w odległości 18 Mm na północny wschód od latarni morskiej Start Point (okręt podwodny był zmuszony do przerwania ostrzału z powodu pojawienia się w rejonie brytyjskich trałowców) .
4 lipca w odległości 9 Mm na północny zachód od latarni morskiej Portland Bill UC-61 zatopił zbudowany w 1880 roku norweski parowiec „Ull” o pojemności 543 BRT, przewożący węgiel z Glasgow do Nantes (nikt nie zginął) . Dwa dni później jego los podzielił zbudowany w 1910 roku belgijski parowiec „Indutiomare” (1577 BRT), płynący z Newport do Hawru, storpedowany na południe od wyspy Wight (na pozycji 50°34′N 1°24′W/50,566667 -1,400000, śmierć poniosły trzy osoby) . 7 lipca 15 Mm na południowy zachód od Beachy Head U-Boot storpedował brytyjski niszczyciel HMS „Ettrick” (570 ton), który doznał ciężkich uszkodzeń (utracił dziób), a na jego pokładzie zginęło 49 załogantów .
26 lipca 1917 roku SM UC-61 znajdował się w drodze z bazy w Zeebrugge na wody nieopodal Hawru i Boulogne-sur-Mer, gdy podczas gęstej mgły wszedł na mieliznę nieopodal Wissant (na pozycji 50°54′N 1°40′E/50,900000 1,666667) . Wobec niemożliwości zejścia na wodę okręt został wysadzony, by nie wpadł w ręce wroga, a licząca 26 osób załoga została wzięta do niewoli przez patrol belgijskiej kawalerii .
Na przełomie 2018 i 2019 roku wrak UC-61 był widoczny podczas odpływów na plaży w Wissant .

### Podsumowanie działalności bojowej
SM UC-61 odbył pięć rejsów operacyjnych, w wyniku których zatonęło 11 statków o łącznej pojemności 13 821 BRT i krążownik pancerny „Kléber” o wyporności 7578 ton, a dwa statki o łącznej pojemności 3476 BRT i jeden okręt o wyporności 570 ton zostały uszkodzone . Na pokładach zatopionych i uszkodzonych jednostek zginęło co najmniej 114 osób, w tym 49 na brytyjskim niszczycielu HMS „Ettrick”  . Pełne zestawienie zadanych przez niego strat przedstawia poniższa tabela :
| Data             | Nazwa             | Państwo          | Tonaż       | Los jednostki |
| ---------------- | ----------------- | ---------------- | ----------- | ------------- |
| 5 marca 1917     | „Copenhagen”      | Wielka Brytania  | 2570        | zatopiony     |
| 30 kwietnia 1917 | HMT „Arfon”       | Royal Navy       | 227         | zatopiony     |
| 30 kwietnia 1917 | „Gorizia”         | Urugwaj          | 1957        | zatopiony     |
| 30 kwietnia 1917 | „Little Mystery”  | Wielka Brytania  | 114         | zatopiony     |
| 3 maja 1917      | „Fils Du Progres” | Francja          | 25          | zatopiony     |
| 3 maja 1917      | „Giovannina”      | Włochy           | 3030        | zatopiony     |
| 5 maja 1917      | „Le Gard”         | Francja          | 1658        | uszkodzony    |
| 8 maja 1917      | „Nelly”           | Francja          | 1868        | zatopiony     |
| 10 maja 1917     | „Broomhill”       | Wielka Brytania  | 1392        | zatopiony     |
| 10 maja 1917     | „Minerva”         | Norwegia         | 518         | zatopiony     |
| 27 czerwca 1917  | „Kléber”          | Marine nationale | 7578        | zatopiony     |
| 28 czerwca 1917  | „Edith Fische”    | Norwegia         | 1818        | uszkodzony    |
| 4 lipca 1917     | „Ull”             | Norwegia         | 543         | zatopiony     |
| 6 lipca 1917     | „Indutiomare”     | Belgia           | 1577        | zatopiony     |
| 7 lipca 1917     | HMS „Ettrick”     | Royal Navy       | 570         | uszkodzony    |
| RAZEM            | RAZEM             | zatopione:       | zatopione:  | 12            |
| RAZEM            | RAZEM             | uszkodzone:      | uszkodzone: | 3             |